# Звёздные корабли
«Звёздные корабли́» — научно-фантастическая повесть Ивана Антоновича Ефремова. Первая публикация повести состоялась в журнале «Знание — сила» (1947, № 7—10), первое отдельное издание вышло в 1948 году в «Детгизе». В дальнейшем повесть многократно переиздавалась.
Основа сюжета — гипотеза о сближении в мезозойскую эру Солнечной системы со звёздной системой, на одной из планет которой существовала гуманоидная цивилизация. Советские учёные Давыдов и Шатров обнаруживают останки неизвестного пришельца и даже его портрет. Идея пулевого отверстия в костях ископаемых животных впоследствии тиражировалась в отечественной паранауке (палеоконтакт); описание черепа пришельца, придуманное А. Быстровым (прототипом Шатрова), сформировало образ инопланетянина в советской уфологической литературе.

## Сюжет
Профессор палеонтологии Алексей Петрович Шатров вынужден изменить затворнический образ жизни после получения посылки от молодого китайского учёного Тао Ли. Обещанного письма с разъяснениями от него Шатров уже не получит: Тао Ли был убит чанкайшистами. Эта посылка заставила Шатрова вспомнить о своём бывшем ученике Викторе: отказавшись от палеонтологии, тот перевёлся на отделение астрономии, чтобы разработать «оригинальную теорию движения солнечной системы в пространстве». Виктор погиб на войне в великом танковом сражении; в последнем письме он сообщил, что переписал свои идеи в тетрадь — но выслать вычисления учителю не успел. Шатров отыскал бывшего командира Виктора, и они нашли на поле подбитый танк, в котором чудом сохранилась заветная тетрадь. Шатров не смог оценить открытия — сказывалась слишком узкая направленность исследований. Поэтому Алексей Петрович отправился в обсерваторию, недавно восстановленную после войны, чтобы увидеть участки неба, упомянутые в рукописи Виктора, — часть Млечного пути и центр Галактики, закрытый огромным чёрным сгустком материи.
В то же время давний друг и коллега Шатрова, профессор Илья Андреевич Давыдов, возвращался из Сан-Франциско, где он участвовал в съезде геологов и палеонтологов. Во время стоянки на Гаваях была получена радиограмма о надвигающемся цунами. Советский пароход «Витим» отделался небольшими повреждениями, но три огромные волны полностью разрушили нарядный прибрежный городок. До поздней ночи Давыдов и моряки помогали местным жителям. На обратном пути профессор прочёл экипажу небольшую лекцию о возникновении цунами. Попутно он «вспомнил про гигантские скопления костей вымерших ящеров», которые находят в Средней Азии, то есть в районах горообразования. Неудивительно, что Шатров показал коробку Тао Ли именно Давыдову. В ней содержались несколько ископаемых костей и череп динозавра, в которых виднелись маленькие овальные отверстия явно искусственного происхождения. Это означало, что на этих динозавров кто-то охотился с неизвестным современной науке оружием, и происходило это семьдесят миллионов лет назад, когда человека ещё не было. Следовательно, Землю посещали инопланетяне. Теория Виктора гласила, что Солнечная система при движении внутри Галактики периодически сближается с соседними звёздами и вращающимися вокруг них планетами. Такое сближение произошло семьдесят миллионов лет назад, и разумные существа «переправились со своей системы на нашу, как с корабля на корабль в океане».
Шатров считал, что обнародовать открытие, не имея доказательств, нельзя. Своё открытие Тао Ли сделал на восточных отрогах Гималаев. Давыдову не удалось договориться о раскопках в Сикане на стыке границ Тибета, Индии, Сиама и Бирмы, и он решил проводить их в советской Средней Азии. Шатров с помощью биологического анализа должен был выяснить, как выглядели инопланетяне и что они искали на Земле. Давыдов же брал на себя «направление и развитие поисков». Илье Андреевичу помогло сообщение от геолога Кольцова, который подсказал ему, что в горных котловинах Тянь-Шаня начинается строительство целой сети крупных каналов и электростанций. На двух объектах найдены большие скопления ископаемых костей.
Давыдов, полагая, что массы динозавров погибли от радиоактивного излучения, решил искать следы пришельцев там, где «кладбища динозавров» соседствуют с месторождениями урана: возможно, инопланетянам требовалось ядерное топливо. Вскоре научный сотрудник Старожилов нашёл скелеты динозавров со странными повреждениями: на черепах виднелись узкие овальные отверстия. После того, как в воскресный день на раскопки начальство вывело тяжёлую технику и почти тысячу рабочих, удалось совершить главное открытие: под огромным черепом хищного ящера обнаружилось нечто, похожее на панцирь ископаемой черепахи. Давыдов понял, что это свод черепа неизвестного существа. После возвращения исследователя в Москву к нему срочно выехал из Ленинграда Шатров. Он рассказал, как должен выглядеть пришелец. По мнению профессора, разум мог зародиться лишь на планете с земными характеристиками, следовательно, разумным могло стать только гуманоидное и человекоподобное существо, поскольку тело человека — лучшее вместилище для разума. Это подтвердила находка черепа, хотя кости его тёмно-фиолетовые и состоят из кремния, а не кальция, вместо носа — треугольная ямка, а вместо челюстей — нечто, напоминающее клюв черепахи. Остальные кости не сохранились. Рядом были найдены два металлических обломка в форме усечённой семигранной призмы из редкого на Земле гафния, и «круглый диск около двенадцати сантиметров в диаметре» из тантала, покрытый с двух сторон неизвестным прозрачным веществом, верхний слой которого за прошедшие миллионы лет стал матовым. Шатров объявил, что видел под прозрачным веществом неясное изображение. Отполировав диск, друзья увидели чёткий, объёмный и увеличенный портрет пришельца:

…Из глубины совершенно прозрачного слоя, увеличенное неведомым оптическим ухищрением до своих естественных размеров, на них взглянуло странное, но несомненно человеческое лицо. Неизвестным способом изображение было сделано рельефным, а главное — необыкновенно, невероятно живым.
Казалось, живое существо смотрит, отделённое только прозрачной стенкой оптической линзы. И прежде всего, подавляя все остальные впечатления, в упор смотрели громадные выпуклые глаза. Они были — как озёра вечной тайны мироздания, пронизанные умом и напряжённой волей, двумя мощными лучами, стремившимися вперед, через стеклянную преграду, в бесконечные дали пространства. В этих глазах был свет безмерного мужества разума, сознающего беспощадные законы вселенной, вечно бьющегося в муке и радости познания.

## История создания и публикации

Рисунок черепа «уранита», приложенный А. П. Быстровым к письму И. Ефремову от 25 мая 1945 года

Исходной точкой для сюжета о черепе динозавра с искусственными повреждениями, по предположению Петра Чудинова, был череп вымершего бизона с отверстием, напоминавшим пулевое, который хранился в Палеонтологическом музее в Москве. Уже после публикации повести, в конце 1950-х годов териолог Н. К. Верещагин разъяснил, что это были следы болезненных свищей, вызванные паразитическими червями либо личинками оводов. В переписке И. А. Ефремова замысел повести об ископаемом «ураните» (то есть «небесном жителе») упоминался в послании А. П. Быстрова от 25 мая 1945 года. Быстров скептически писал, что «человеческая фантазия не может создать ничего нового, ибо она спекулирует на старых представлениях… она их просто комбинирует, и в фантастических вещах фантастична только комбинация, а не составные части». В то же время учёный соглашался с философской идеей Ефремова об эволюции интеллекта, указывая, что органы зрения у всех живых существ, как позвоночных, так и беспозвоночных (включая медуз и пауков) устроены по единственно возможной форме, «как фотоаппарат». К письму был приложен рисунок черепа и дана вымышленная биологическая систематика: Uranotherum paradoxum s[apiens] bestia celestis Efr. В послании от 12 июня того же года Быстров соглашался на использование описаний своей внешности, бытовых привычек и черт характера; его персонаж тогда носил фамилию «Костров». Алексей Петрович надеялся, что Ефремову больше никто не «бросит упрёков в том, что в рассказах нет живых людей». Продолжая конструирование небесного существа, он замечал, что биологически получилось не млекопитающее, а «черепаха-философ или стегоцефал-инженер». Также он предлагал сообщить, что на Земле эволюция такого существа породить не могла. Основным элементом костной системы у Bestia celestis должен быть кремний, а не кальций. Предложенная фантазия об эволюции жизни на иной химической основе позднее была использована при написании повести «Сердце Змеи».
Вновь «Звёздные корабли» появились в переписке Ефремова 20 февраля 1947 года, когда Иван Антонович сообщал А. Быстрову, что получилась повесть, которую Алексею Петровичу предлагалось прочесть, прежде чем направить в редакцию. В послании В. Н. Беленовскому от 25 апреля того же года Ефремов писал, что повесть создавалась в первой половине 1946 года во время затяжного заболевания, «освободившего время от науки для литературы». Первая публикация состоялась в 1947 году в журнале «Знание — сила», а отдельной книгой повесть вышла в 1948 году. Неожиданно для самого автора повесть оказалась самым переводимым из его произведений: к декабрю 1950 года было выпущено уже шесть переводов на иностранные языки.

## Проблематика и критика
Главная идея Ивана Ефремова — идея множественности очагов разума во Вселенной и сходства тех путей, по которым идёт эволюция на различных планетах. Он утверждает, что разумное существо неизбежно будет гуманоидом. Эти идеи он обсуждал с Алексеем Быстровым в письмах. Облик пришельца, разработанный Быстровым, вошёл в текст повести практически без изменений. Быстров и Ефремов были выведены в повести под именами Шатрова и Давыдова. В конце 1940-х годов И. А. Ефремов ещё не допускал возможности достижения субсветовых скоростей, поэтому положил в основу своего произведения космогоническую гипотезу О. Ю. Шмидта, гласящую, что через гигантские промежутки времени наша планетная система сближается с другими звёздными мирами Галактики, подобно тому как происходят великие противостояния внутри Солнечной системы. Хотя автор, как добросовестный учёный, чётко разделял науку и вымысел, изложенная в повести идея пулевого ранения как результата применения инопланетного оружия стала популярной среди советских интеллигентов, и во множестве публикаций так объяснялись отверстия в ископаемых останках. Ефремов невольно способствовал формированию специфического феномена позднесоветского времени ― «альтернативной науки» или «паранауки» (палеоконтакт).
Академик Ю. Н. Денисюк писал, что эта повесть побудила его в 1957 году начать работы по фиксации объёмных изображений с помощью специальных фотоматериалов; это привело к открытию трёхмерной голографии.
После выхода первого книжного издания последовало несколько рецензий. Л. Гумилевский, хотя и назвал повесть «одним из лучших и по замыслу, и по исполнению произведений научно-фантастического жанра», но процитировал одно из писем читателей, призывая «приблизить фантастику к жизни». Примерно такими же были замечания рецензентов «Комсомольской правды». С 1950-х годов тональность отзывов поменялась радикально: в отзыве на издание 1953 года рецензент «Огонька» Т. Троицкая подчёркивала, что существо, обнаруженное Шатровым и Давыдовым, понятно и близко человеку, и в ни в коем случае не чуждо ему. Однако профессиональные литературоведы Е. Брандис и В. Дмитревский отнеслись к литературным достоинствам повести прохладно:

…Развитие действия определяется не приключениями учёного во внешнем мире, а его исследовательской работой, поисками доказательств, необходимых для подтверждения удивительной гипотезы. Это приводит к тому, что научная идея подчиняет себе все компоненты произведения и любование работой ума становится как бы элементом поэтики. И это создаёт такое внутреннее напряжение, что читатель может не обратить внимания на художественные промахи автора: маловыразительные и однозначные по интонации диалоги, тяжёлые, порою неуклюжие фразы, затянутые эпизоды и т. п.

Брандис и Дмитревский отмечали, что Ефремов использовал элементы детективного жанра: выдвигается некая посылка — первоначальное звено ещё не существующей цепи доказательств. Применение логического анализа — дедукции и индукции — помогает раскрытию тайны. У Ефремова в основу сюжета положено не загадочное преступление, а тайна природы, и вместо сыщика героем становится любознательный учёный, что позволяет увязывать воедино данные самых разнообразных наук, а также личные впечатления автора (например, описание цунами воспроизводит опыт, полученный Иваном Антоновичем во время службы на Тихом океане).
В 1956 году вышла рецензия на повесть, выполненная американским журналистом и археологом Александром Маршаком. Он в первую очередь подходил к тексту с политических, а не литературных позиций. Рецензия открывалась цитатой из А. Тойнби, который утверждал, что успех общественного развития в немалой степени зависят от развития социальной фантазии. А. Маршак утверждал, что писатели — главные визуализаторы проектов развития. С его точки зрения, появление космической фантастики в СССР — главный признак того, что индустриализация — это не «потёмкинская деревня», напротив — это симптом научного прогресса России. Рецензент отметил, что главная идея повести Ефремова — теория эволюции жизни во Вселенной. В то же время текст содержит все знаковые для американской «твёрдой научной фантастики» темы — пришельцы, явившиеся на Землю за ураном, их странный, но несомненно человекообразный облик, и т. д. В то же время Маршак отмечал, что «Ефремов пишет так же неторопливо, как средневековый теолог»: повесть лишена привычных для американских любителей элементов занимательности — «потрясающих битв между звёздными людьми и землянами, межпланетных заговоров и диверсий, а главное — секса в одном из многих научно-фантастических превращений». Критик связывал это с «ученичеством», неважно, индивидуального писателя или всей советской литературы в этом жанре. С другой стороны, Ефремов рассчитывал на совершенно иную аудиторию: «его научная фантастика не предназначена для развлечения рабочих и колхозных крестьян, а напротив, для их просвещения, приобщения к науке и пробуждения в народе интереса к тому, что представляется в России социально значимым». По мнению критика, это не слишком отличается от задач американских писателей: пробуждать воображение и творческой силы своих народов и создавать образ будущего.
Литературовед Леонид Геллер, работавший в эмиграции, отмечал множество шаблонных ситуаций (сама завязка сюжета восходит к «Янки из Коннектикута при дворе короля Артура» Марка Твена), безжизненность персонажей и вялость языка, однако находил повесть интересной, в особенности описание автором движения исследовательской мысли, разнообразных научных наблюдений. Геллер характеризовал произведение как первое подлинно научно-фантастическое произведение Ефремова и единственный образец научной фантастики в советской литературе 1940-х — начала 1950-х годов. По его мнению, повесть выходила за рамки «чистой» НФ: мысль о связанности земли и космоса послужила основой для идеи Великого Кольца в «Туманности Андромеды», финал повести стал прологом к ефремовской утопии.
Литературовед Валерий Терёхин соглашался с тезисом об экспериментальном характере повести для молодого писателя. Согласно его мнению, творческая модель Ефремова впитала элементы герменевтики: в повести элементы фабулы располагались вокруг прототекста: рукописи, которая подвигла кабинетного учёного Шатрова выйти за пределы освоенной области и устремляет его на поиски неведомого. Стилистика текста, особенно в авторских разъяснениях и отступлениях, выдержана в духе научно-популярных статей, а не беллетристики. Для сюжета «Звёздных кораблей» организующим является мотив путешествия — сначала на пароходе «Витим», затем в Среднюю Азию на поиски кладбища динозавров. Фоном служит древний артефакт — кость из коробки Тао Ли, своего рода путеводная нить, которая подталкивает героев к развитию гипотезы о древних пришельцах из других миров. Тем не менее В. Терёхин подчёркивает, что в повести «Звёздные корабли» присутствует полный набор традиционных для жанра научной фантастики коллизий и деталей: экспедиции, находки, тайные артефакты. Глубокое новаторстве автора заключалось в отстаивании смелых научных мыслей и футурологической перспективы (возможно, писатель уже в 1940-х годах осмысливал идею Великого Кольца миров, населённых разумными гуманоидами), а также введения героев-созидателей, непрерывно совершенствующих себя.
Современный историк палеонтологии Антон Нелихов охарактеризовал повесть как «палеонтологический детектив».

## Издания
- Звёздные корабли: Научно-фантастическая повесть / Рис. А. Шпира // Знание — сила, 1947, № 7 — с. 25—30; № 8 — 4-я с. вкл., с. 29—36; № 9 — с. 30—35; № 10 — с. 28—32, 4-я с. обл.
- Звёздные корабли. — М.—Л. : Детгиз, 1948. — 80 с. — (Библиотека научной фантастики и приключений).
- Звездные корабли: [Повесть] // Звёздные корабли: [Повести и рассказы] / Рис. В. Таубера. — М.—Л. : Детгиз, 1953. — С. 5—79. — 240 с. — (Библиотека научной фантастики и приключений).
- Звёздные корабли // На краю Ойкумены; Звёздные корабли: [Повести] / Рис. В. Таубера. — М. : Детгиз, 1956. — С. 393—471. — 480 с. — (Библиотека приключений: В 20 томах. Том 6).
- Звёздные корабли // На краю Ойкумены; Звёздные корабли: [Повести] / Рис. В. Таубера. — М. : Детгиз, 1959. — С. 368—440. — 448 с. — (Библиотека приключений и научной фантастики).
- Звёздные корабли // На краю Ойкумены; Звёздные корабли: [Повести] / Обложка, титул А.Шубина; Рис. В. Таубера. — Фрунзе : Киргизучпедгиз, 1961. — С. 365—438. — 448 с.
- Звёздные корабли: Повесть // Туманность Андромеды; Звёздные корабли. — М. : Молодая гвардия, 1965. — С. 35—114. — 464 с. — (Библиотека современной фантастики. Том 1).
- Звёздные корабли // На краю Ойкумены; Звёздные корабли: [Повести] / Рис. В. Таубера. — М. : Стройиздат, 1982. — С. 367—439. — 450 с. — (Библиотека приключений: В 20 томах. Том 6).
- Звёздные корабли // Звёздные корабли; Сердце Змеи: Повести / Худ. М. М. Погребинский. — Ростов н/Д : Ростовское книжное издательство, 1984. — С. 3—66. — 128 с.
- Звёздные корабли // Собрание сочинений / Илл. В. Смирнова. — М. : Молодая гвардия, 1987. — Т. 3: Туманность Андромеды; Звёздные корабли; Сердце Змеи; Пять картин. — С. 323—394. — 478 с.
- Звёздные корабли // Сборник научно-фантастических произведений / Сост. А. И. Стёпин; Худ. М. Г. Хазан; Оформл. Ю. Пивченко. — Кишинёв : Штиинца, 1987. — С. 456—500. — 576 с. — (Серия научной фантастики «Икар»).
- Звёздные корабли: Повесть // Звёздные корабли; Туманность Андромеды / Худ. М. Ромадин. — М. : Художественная литература, 1987. — С. 13—84. — 400 с. — (Библиотека фантастики: В 24 томах. Том 5).
- Звёздные корабли: Повесть / Послесловие Ю. Медведева; Худ. Р. Авотин. — Тула : Приокское книжное издательство, 1988. — 80 с. — (Школьная библиотека). — ISBN 5-7639-0054-5.
- Звёздные корабли (повесть) // Тень минувшего: Рассказы и повести / Сост. П. К. Чудинов. — М. : Наука, 1991. — С. 378—444. — 456 с. — ISBN 5-02-003880-6.
- Звездные корабли: Повесть // Собрание сочинений: В 6 томах / Худ. Давид Шимилис. — М. : Советский писатель, 1992. — Т. 3: Туманность Андромеды: Роман; повести. — С. 311—380. — 448 с. — ISBN 5-265-02737-8.
- Звездные корабли: Повесть // Туманность Андромеды: [Роман и повести] / Худ. А.Тарасов. — Н. Новгород : Нижполиграф, 1998. — С. 319—392. — 464 с. — (Приключения. Научная фантастика). — ISBN 5-7628-0139-X.
- Звездные корабли: Повесть // Собрание сочинений: В 3 томах / Худ. Аскольд Акишин, Илья Воронин. — М. : Терра — Книжный клуб, 1999. — Т. 1: Туманность Андромеды; Звёздные корабли; Сердце Змеи. — С. 265—324. — 384 с. — (Большая библиотека приключений и научной фантастики). — ISBN 5-300-02402-3.
- Звездные корабли: Повесть // Собрание сочинений. В 2 томах. — М. : ОЛМА-Пресс, 2006. — Т. 2: Звёздные корабли: Рассказы и повесть. — С. 7—82. — 416 с. — ISBN 5-224-05336-6.
- Звездные корабли // Звёздные корабли: Сборник рассказов. — М. : Т8 RUGRAM, ФТМ, 2017. — С. 260—380. — 382 с. — ISBN 978-5-4467-3018-6.
- Звездные корабли: Повесть // Туманность Андромеды: [Роман и повести] / Обложка О. Довгаля;. — М. : Престиж Бук, 2019. — 608 с. — (Ретро библиотека приключений и научной фантастики). — ISBN 978-5-371-00702-5.
- Звёздные корабли: [Повесть] // Лезвие бритвы; Звёздные корабли; Обсерватория Нур-и-Дешт; Озеро горных духов: [Сборник] / Обложка Юлии Межовой. — М. : АСТ, 2019. — С. 665—736. — 784 с. — (Звёзды советской фантастики). — ISBN 978-5-17-113845-5.
- Звёздные корабли: [Повесть] // Туманность Андромеды; Звёздные корабли: [Роман и повесть] / Обложка В. Воронина. — М. : АСТ, 2020. — С. 343—414. — 416 с. — (Русская классика). — ISBN 978-5-17-086004-3.